# Таємниці Палм-Спрінгс
«Таємниці Палм-Спрінгс» (англ. Hidden Palms) — американський мелодраматичний телесеріал 2007 року.

## Сюжет
Джонні Міллер був щасливим, добрим учнем середньої школи з гарними оцінками та кімнатою, повної спортивних трофеїв, до жахливої ночі рік тому, коли його батько вчинив самогубство. Нездатний впоратися, він спробував втопити свій біль в алкоголі і наркотиках. Тепер, після реабілітації, Джонні щосили намагається розібратися з непевним майбутнім у ірреальному яскравому світлі Палм-Спрінгс, де його мати, Карен, і її новий чоловік Боб вирішили почати все спочатку.

## В ролях
| Актор           | Роль          |
| --------------- | ------------- |
| Тейлор Хендлі   | Джонні Міллер |
| Майкл Кессіді   | Кліфф Вайетт  |
| Ембер Херд      | Грета Меттьюз |
| Леслі Джордан   | Джессі Джо    |
| Шерон Лоуренс   | Тесс Вайетт   |
| Ді. Ві. Моффетт | Боб Харді     |
| Гейл О'Грейді   | Карен Харді   |
| Елларі Портфілд | Ліза Віттер   |
| Шерил Вайт      | Хелен Віттер  |
| Тесса Томпсон   | Ніккі Барнс   |

## Список епізодів
| # | Назва                                             | Прем'єра       | Рейтинг | Частка | Вікова категорія 18-49 | К-сть глядачів | Показник за тиждень |
| - | ------------------------------------------------- | -------------- | ------- | ------ | ---------------------- | -------------- | ------------------- |
| 1 | Pilot / Пілот                                     | 30 травня 2007 | 1.3     | 2      | 0.6/2                  | 1.86           | # 83                |
| 2 | Ghosts / Примари                                  | 6 червня 2007  | 1.1     | 2      | 0.4/1                  | 1.49           | # 89                |
| 3 | Party Hardy / Вечірка                             | 13 червня 2007 | 1.0     | 2      | 0.5/2                  | 1.37           | # 91                |
| 4 | What Liza Beneath / Правда про Лізу               | 20 червня 2007 | 1.1     | 2      | 0.5/2                  | 1.28           | # 93                |
| 5 | Mulligan / Малліган                               | 30 червня 2007 | 1.1     | 2      | 0.6/2                  | 1.76           | # 88                |
| 6 | Dangerous Liaisons / Небезпечні зв'язки           | 27 червня 2007 | 0.9     | 2      | 0.5/2                  | 1.41           | # 96                |
| 7 | Stand By Your Woman / Будь поруч зі своєю коханою | 27 червня 2007 | 0.8     | 1      | 0.6/2                  | 1.39           | # 99                |
| 8 | Second Chances / Другий шанс                      | 4 липня 2007   | 0.7     | 1      | 0.3/1                  | 0.97           | # 99                |